# هولندا في الألعاب الأولمبية الصيفية 2012
شاركت هولندا في الألعاب الأولمبية الصيفية 2012 في لندن ، المملكة المتحدة ، في الفترة من 27 يوليو إلى 12 أغسطس 2012. تنافس الرياضيون الهولنديون في كل دورة ألعاب أولمبية صيفية منذ ظهورهم الرسمي لأول مرة في عام 1908 ، باستثناء الألعاب الأولمبية الصيفية لعام 1956 في ملبورن ، والتي قاطعتها هولندا بسبب الغزو السوفيتي للمجر. اللجنة الأولمبية الوطنية الهولندية تنافس ما مجموعه 175 رياضيا ، 95 رجلا و 80 امرأة ، في 18 رياضة.
وكان من بين الحاصلين على ميداليات الأمة الدراج ماريان فوس ، التي حصلت على ميداليتها الذهبية الثانية ، وهذه المرة في سباق الطرق للسيدات ،ولاعبة الجمباز إيبك زونديرلاند ، التي فازت بلقب أولمبي. أول ميدالية ذهبية لهولندا في رياضته بعد 84 عامًا.  برز أنكي فان جرونسفين ، الفائز بالميدالية البرونزية في لندن ، كأعظم متسابق فروسية في التاريخ الأولمبي ، بإجمالي تسع ميداليات (ثلاث منها ذهبية). في هذه الأثناء ، أصبحت رانومي كروموفيدجوجو واحدة من أنجح السباحين الهولنديين في التاريخ ،فازت بما مجموعه 4 ميداليات..